# Isabel Expósito Morales
Isabel Expósito Morales (n. San Andrés, El Hierro, 13 de abril de 1959) es una escritora española.

## Biografía
Isabel Expósito Morales nace en El Hierro, el 13 de abril de 1959. En 1977 emigra a Venezuela, país donde se publican sus primeros poemas, relatos y artículos. Es en ese país también donde gana, en 1980, el 3º Premio de Poesía José Ramón del Valle Laveaux, convocado por la Dirección de Cultura del Estado Bolívar, con un poemario titulado No voy con los desprendimientos.
Regresa a Canarias en 1992, instalándose en Tenerife, donde le han sido concedidos varios premios literarios: Accésit Premio de Poesía Emeterio Gutiérrez Albelo, en 1994 con Hojas náufragas o Primer Premio Certamen de Poesía Puerto de la Cruz con el poemario La labor de no estar, publicado por el Patronato de la Juventud de esa ciudad, en 1995.
Entre 1993 y 1997 participa en Talleres de Creación Literaria en la Casa de la Cultura y el Círculo de Bellas Artes de Santa Cruz de Tenerife.
En 2005 publica un poemario titulado Isla Absoluta, bajo recomendación del jurado del Premio Pedro García Cabrera.
Ha dictado Talleres de Lectura Dirigida y de Narrativa en el Centro Multifuncional el Tranvía del Ayuntamiento de San Cristóbal de La Laguna y en otros colectivos de Santa Cruz de Tenerife. Estos talleres han dado como fruto la publicación, bajo su dirección y revisión, de varios libros de relatos: Cada Jueves a la Siete, Las flores del Teide narran y Ventanas de papel.
Fue socia fundadora de la Asociación de Mujeres Herreñas HERTE.
En 2018 publica el poemario Cuaderno de viaje.
En 2019 publica el libro Londres No Mira al Mar
Forma parte de la junta directiva de la Asociación de Escritores y Escritoras "ACTE" Canarias, donde dirige la Colección de Poesia Tigaiga.
En 2020 es incluida en la Antología de 100 escritoras canarias, obra de la escritora María del Carmen Reina Jiménez.
En 2022 publica Tentativas, un libro de relatos cortos.
En 2023 publica el poemario A instancias del agua. 
En 2024 Isabel Expósito es añadida a la Biblioteca de Canarias, una herramienta digital del área de Cultura del Gobierno de Canarias, cuyo objetivo es la divulgación y conocimiento de autores y autoras del archipiélago canario.Ese mismo año es añadida al proyecto Palabras Mayores de La Biblioteca de Canarias, cuyo objetivo principal es entrevistar en profundidad a grandes personalidades de las letras de Canarias y recoger su legado de viva voz. 

## Premios
- 3º Premio de Poesía José Ramón del Valle Laveaux (1980)
- Accésit Premio de Poesía Emeterio Gutiérrez Albelo (1994)
- Primer Premio Certamen de Poesía Puerto de la Cruz (1995)

## Obra

### Poesía
- No voy con los desprendimientos (1981)
- La labor de no estar (1995)
- Isla Absoluta (2005)[1]
- Poemarium (2011)[21]
- Cuaderno de viaje (2018)[22]
- Londres No Mira al Mar (2019) [23]
- A instancias del agua (2023)[24]

### Narrativa
- Algún letrero de pereza y batalla (1981)
- Cuentos de estas y otras orillas (coautora) (Antología de relatos) (1995)[25]
- Así me lo contaron (2011)[26]
- Tentativas (2022)[27][28]

### Participaciones en Antologías
- 36 Relatos de Verano (2011)[29]
- Palabras al atardecer (2018)[30]
- La Flor Herida (2018)[31]
- Retos (2019)[32]
- Avanzando Juntos (2020)[33]